# Desmopachria grouvellei
Desmopachria grouvellei är en skalbaggsart som beskrevs av Régimbart 1895. Desmopachria grouvellei ingår i släktet Desmopachria och familjen dykare. Inga underarter finns listade i Catalogue of Life.